# ハーグ市営交通会社

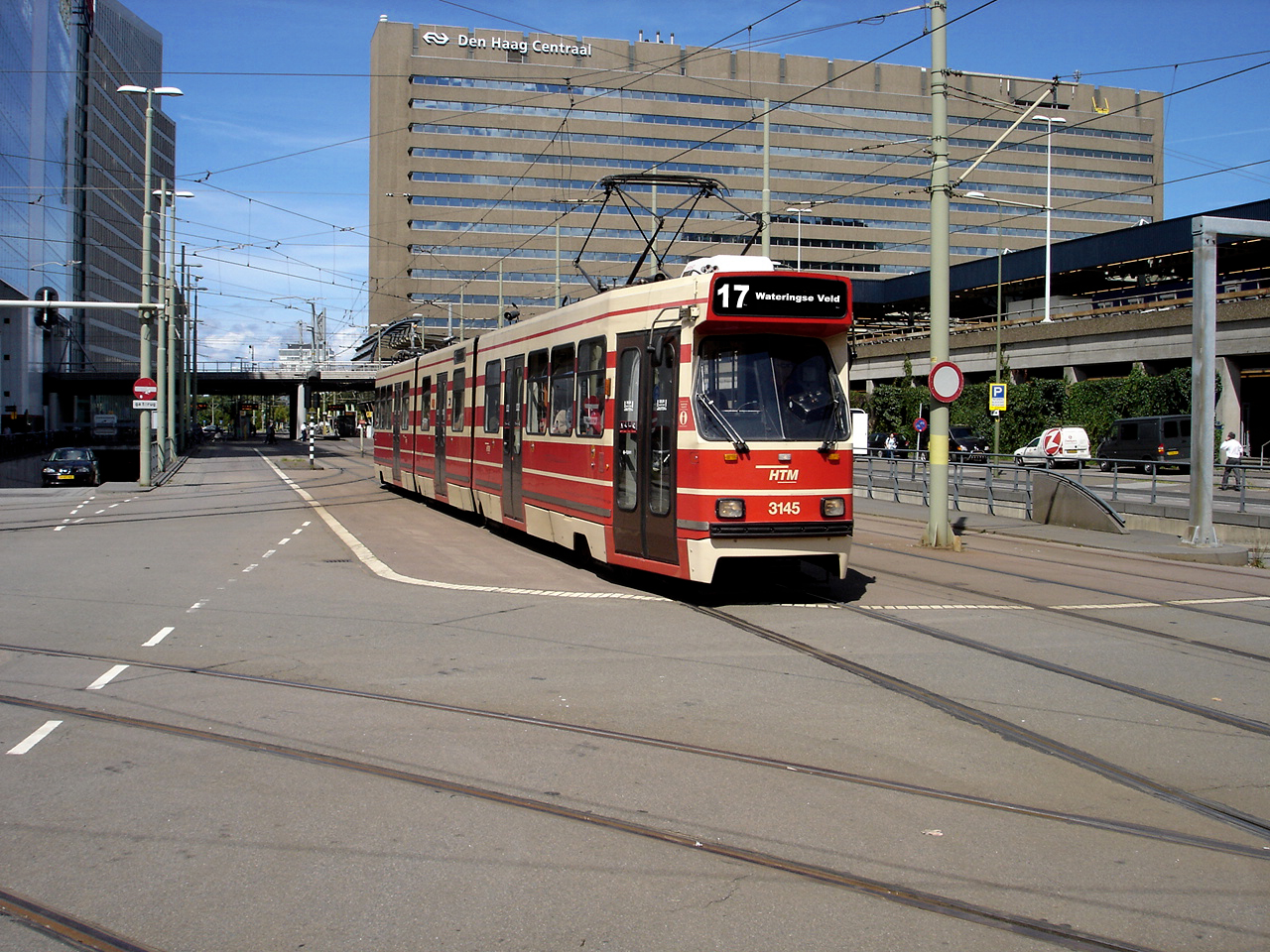
路面電車

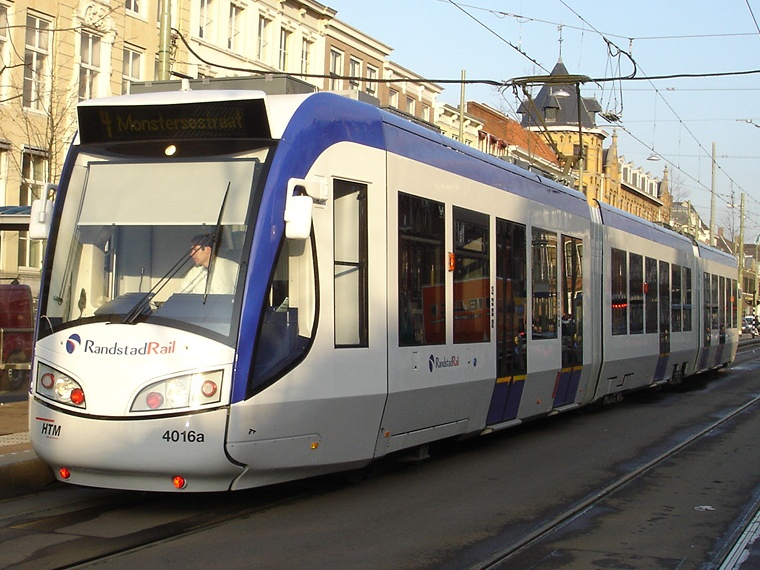
ランドスタット鉄道

ハーグ市営交通会社（ハーグしえいこうつうがいしゃ、オランダ語：HTM Personenvervoer NV, HTM）は、オランダのデン・ハーグ及びデルフト周辺で路面電車、バス等を運営する運輸事業会社である。

## 運営路線

### 路面電車
2008年現在、11路線が運行されている（1,2,6,9,10,11,12,15,16,17,19系統）。
- 1系統

（スヘフェニンゲン）Zwarte Pad ～ Centrum ～ デン・ハーグHS駅 ～ デルフトTanthof

### ランドスタット鉄道
2008年現在、デン・ハーグとゾーテルメーアを結ぶ2路線が運行されている。どちらの路線もデン・ハーグ市内中心部は地下路線を通り、デン・ハーグ中央駅前を経由する。
- ランドスタット鉄道 RR3系統

Loosduinen ～ Spui ～ デン・ハーグ中央駅 ～ ゾーテルメーア中央西駅（Zoetermeer Centrum-West）
- ランドスタット鉄道 RR4系統

De Uithof ～ Spui ～ デン・ハーグ中央駅 ～ ゾーテルメーアJavalaan駅（Zoetermeer Javalaan）

### バス
2008年現在、11路線が運行されている。

## 運賃
運賃支払方法は、ストリッペンカールト（紙の回数券）を利用する方法がある。2015年現在、OV-Chipkaartも導入されている。ストリッペンカールトを持っている場合は、車掌もしくは運転手に降車駅を告げてスタンプを押してもらうか、車内にあるチケットキャンセラー（刻印機）で必要なゾーン数に1足した区画に刻印する必要がある。有効な切符を持っていない場合は、運転手または車掌に降車駅を告げて1回券を購入する。

### 切符の種類
- 1回券（2,3区画のストリッペンカールトの組み合わせ含む）
- 15区画のストリッペンカールト
- 45区画のストリッペンカールト
- 1日乗車券（8区画のストリッペンカールトも1日乗車券として利用可）
- Sterabonnement（ゾーン指定の定期券）